# Acacia neriifolia
Acacia neriifolia — вид квіткових рослин з родини бобових. Ареал: Австралія (Новий Південний Уельс, Квінсленд).

## Середовище
Росте у вологих лісах (до висоти приблизно 800 метрів).

## Біоморфологічна характеристика
Це кущ або невелике дерево (3–8 метрів) з яскраво-жовтими квітками, які цвітуть з липня по жовтень. Гілочки дрібно запушені сріблясто-білими волосками, які можуть бути жовтуватими на молодих пагонах і часто вкриті дрібним білим порошком. Філодії сріблясто-зеленого кольору мають більш-менш лінійну або вузькоеліптичну форму, прямі або злегка вигнуті. Філодії мають довжину від 5 до 15 см і ширину від 4 до 9 мм, вкриті тонкими волосками та мають помітну середню жилку. Стручки прямі або злегка вигнуті, у довжину від 6 до 18 см і вшир від 6 до 10 мм.